# 구스타보 아드리안 로페스
구스타보 아드리안 로페스 파블로(스페인어: Gustavo Adrián López Pablo, 1973년 4월 13일, 부에노스 아이레스 주 발렌틴 알시나 ~)는 아르헨티나의 전 프로 축구 선수로, 현역 시절 좌측 미드필더로 활약했다.
그는 현역 시절 대부분을 스페인 무대에서 보내며, 11년 동안(스페인 무대에서는 총 13년 활약) 사라고사와 셀타 비고 소속으로 총 310번의 라 리가 경기에 출전해 33골을 기록했다. 그는 인데펜디엔테에서 프로 무대 신고식을 치렀다.
아르헨티나 국가대표로도 9년 동안 활약한 로페스는 2002년 월드컵과 2번의 코파 아메리카에서 자국을 대표로 출전했다.

## 클럽 경력

### 사라고사까지의 행보
부에노스 아이레스 주 발렌틴 알시나 출신인 로페스는 1991년에 인근 인데펜디엔테에서 신고식을 치렀다. 그는 인데펜디엔테 소속으로 4번의 주요 대회를 우승했는데, 모두 마지막 시즌에 획득했다.
1996년 1월, 로페스는 사라고사에 구단 역대 최고 이적료인 420M Ptas로 이적하며 스페인 무대로 건너갔고, 이어 1월 7일에 1-1로 비긴 라요 바예카노와의 안방 경기에서 라 리가 첫 경기를 치렀다. 그는 아라곤 연고 구단의 마지막 시즌에 32경기 출전하여 5골을 넣었고, 소속 구단의 리그 9위에 공헌했다. 그는 아라곤 주에서 3년 반을 활약하며 같은 아르헨티나 국적의 킬리 곤살레스와 동행했다.

### 셀타 비고
로페스는 빅토르 페르난데스 전 사라고사 감독과 셀타 비고에서 1999년 여름에 재회하였고, 이적 첫 해부터 주전 핵심이 되었다. 그는 2000-01 시즌 코파 델 레이에서 5경기 출전해 2골을 기록해 결승전까지 올라갔지만, 세비야에서 벌어진 친정 구단과의 결승전에서 1-3으로 패해 준우승에 만족해야 했다. 2002-03 시즌에 갈리시아 연고 구단의 33번의 리그 경기에 출전(29번의 경기에 선발 출전, 2,232분 활약)했고, 리그를 4위로 마쳐 구단 사상 첫 챔피언스리그 진출에 성공했다.
셀타가 입단 이래 2번째 강등을 당하고, 연장 삭감을 조건으로 계약을 연장한 로페스는 2006-07 시즌을 끝으로, 34세의 나이에 구단을 떠나기로 결정했고, 이 시즌까지 292번의 경기에서 29골을 기록했다. 그는 그 다음 시즌이 끝나고 은퇴했는데, 세군다 디비시온의 카디스에서 또다시 강등의 수모를 겪었다. 은퇴 후, 로페스는 카날+에서 라 리가 중계를, PRISA에서 아르헨티나 프리메라 디비시온 중계를 맡았고, 유소년 축구 교실도 운영했다.

## 국가대표팀 경력
로페스는 아르헨티나 국가대표팀 경기에 32번 출전해 4골을 기록했고, 첫 골은 1994년 12월에 루마니아전에서 기록했다. 그는 자국을 대표로 1997년과 1999년 코파 아메리카에 참가했고, 불운히 끝난 대한민국과 일본의 2002년 월드컵에서 후보 선수로 대기했다.
또한, 로페스는 U-23 국가대표팀 일원으로 애틀랜타의 1996년 하계 올림픽에서 은메달을 목에 걸었고, 미국과의 조별 리그 경기에서 득점하여 3-1 승리에 일조했다.

## 감독 경력
2022년 6월 15일, 로페스는 아틀레티코 마드리드의 기술진으로 디에고 시메오네와 동행하게 되었다.

## 수상
인데펜디엔테
- 아르헨티나 프리메라 디비시온 클라우수라: 1994
- 수페르코파 수다메리카나: 1994, 1995
- 레코파 수다메리카나: 1995

셀타
- 인터토토컵: 2000
- 코파 델 레이 준우승 2000–01

아르헨티나
- 하계 올림픽 은메달: 1996